# 陸上貨物運送事業労働災害防止協会
陸上貨物運送事業労働災害防止協会（りくじょうかもつうんそうじぎょうろうどうさいがいぼうしきょうかい、略称：陸災防、陸運労災防止協会）は、労働災害防止団体法に基づき設置された、厚生労働省所管の特別民間法人。陸上貨物運送事業者に対する労働災害に関する注意喚起のほか、労働安全衛生法に基づく技能講習や特別教育も行っている。

## 概要
- 所在：東京都港区芝5-35-2 安全衛生総合会館10階
- 設立：1964年8月15日
- 会長：齋藤  充